# Gordon Earle Moore
Pour les articles homonymes, voir Moore.
Gordon Earle Moore, né le 3 janvier 1929 à San Francisco et mort le 24 mars 2023 à Waimea, était docteur en chimie et en physique et chef d'entreprise américain.
Il est le cofondateur avec Robert Noyce et Andrew Grove de la société Intel en 1968, premier fabricant mondial de microprocesseurs. Il est connu pour avoir publié une loi empirique portant son nom, la loi de Moore,,, le 19 avril 1965 dans le magazine Electronics (en).
D'après le magazine Forbes, sa fortune était estimée à 7 milliards de dollars en 2023.

## Biographie
Gordon Earle Moore nait le 3 janvier 1929 à San Francisco en Californie.
Il a été diplômé d'un Bachelor of Science en chimie de l'université de Californie à Berkeley en 1950, puis d'un doctorat en chimie et en physique du California Institute of Technology en 1954.
Il épouse Betty, étudiante rencontrée à l'université[Quand ?].
Il rejoint William Shockley (un de ses camarades d'université, prix Nobel pour l'invention du transistor) au laboratoire Shockley Semiconductor Laboratory (en) de la société Beckman Instruments, puis la quitte pour fonder la société Fairchild Semiconductor avec sept collaborateurs de son ex-employeur surnommés les traitorous eight aux États-Unis : lui-même, Robert Noyce, Sheldon Roberts (en), Eugene Kleiner (en), Victor Grinich (en), Julius Blank (en), Jean Hoerni et Jay Last (en),.
Fairchild Semiconductor, division de Fairchild Camera and Instrument Co est ainsi créée en 1957 par « 8 traîtres », dont Robert Noyce et Gordon Moore, qui veulent utilise le silicium au lieu du germanium, en estimant qu'il se prête bien à la fabrication en série, mais ils ne déposeront le brevet qu'en juillet 1959 : c'est considéré comme le « démarrage de la Silicon Valley ». Ainsi, en 1958, Robert Noyce devient la figure la plus éminente de toute la Silicon Valley en inventant les circuits intégrés en silicium qui ont révolutionné l'électronique moderne et la Silicon Valley.
En 1965, il énonce la loi de Moore, qui veut que le nombre de transistors dans les circuits intégrés en silicium double tous les 18 mois. Cette loi est à prendre plus comme une prédiction technologique que comme une loi au sens scientifique du terme.

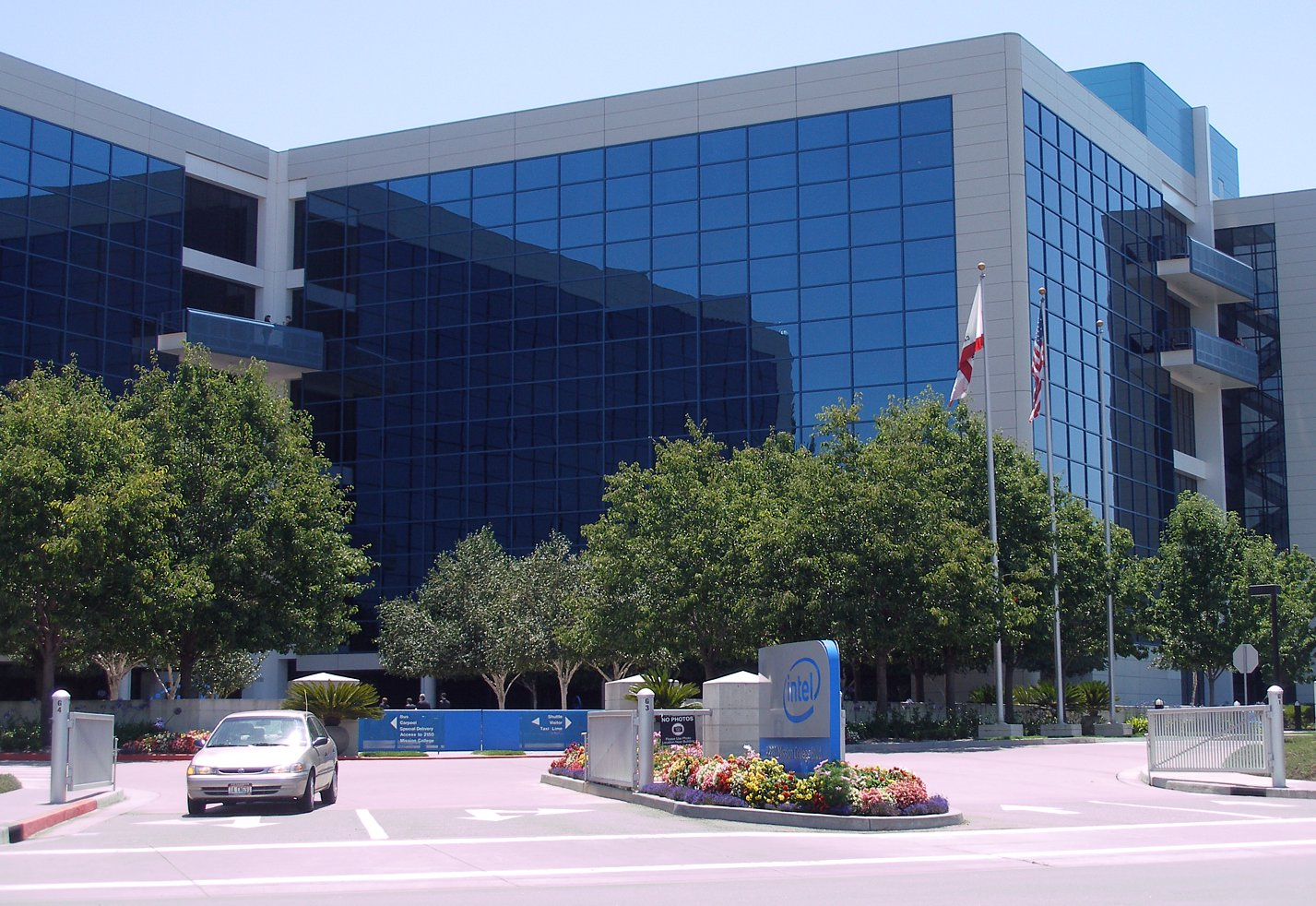
Siège social d'Intel Corporation à Santa Clara dans la Silicon Valley au nom de Robert Noyce, inventeur des circuits intégrés

En 1968, à la suite d'un désaccord sur la stratégie de leur entreprise, Gordon Moore, qui devine les formidables potentialités de l'invention de Robert Noyce, quitte Fairchild Semiconductor pour fonder avec ce dernier la société Intel à Santa Clara dans la Silicon Valley en Californie. Ils parviennent par leur simple notoriété à trouver l'avance de 2,5 millions de dollars nécessaires à leur nouvelle entreprise (société estimée à 125 milliards d'euros à la Bourse de New York en 2002).

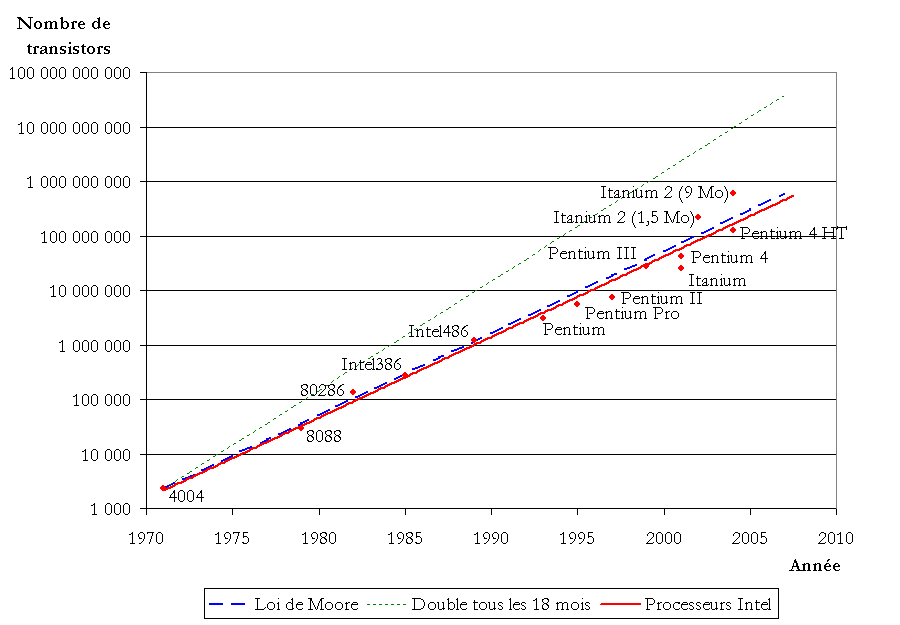
Croissance du nombre de transistors dans les microprocesseurs Intel par rapport à la loi de Moore. En vert, la fausse hypothèse voulant que ce nombre double tous les 18 mois.

L'entrée en Bourse est effectuée en octobre 1971 sur le Nasdaq, à 23,50 dollars par action. Elle a permis de recueillir 6,8 millions de dollars. Les salariés et actionnaires avaient jusque là acheté en moyenne, au cours des trois années précédentes leurs actions six fois moins cher, soit 4,06 dollars. Un mois après, Intel produit sa première puce en 1969 avec un chiffre d'affaires de 3 000 dollars (soit 25 000 dollars de 2023). Moore recrute alors un jeune homme de 33 ans, Andrew Grove, le futur PDG et associé cofondateur d'Intel.
Ils fabriquent dans un premier temps des circuits intégrés et des mémoires, avant que Marcian Hoff, un des ingénieurs d'Intel, invente le microprocesseur avec le Intel 4004 x86 en 1971, qui devient le fer de lance de l'entreprise et la propulse constructeur no 1 mondial de circuits intégrés de type microprocesseur jusqu'à ce jour (classement des 20 premiers fabricants de semi-conducteurs).
Moore est d'abord vice-président de Intel, puis président à partir de 1975. Il devient président du conseil d'administration à partir de 1979.
Les prévisions de la loi de Moore se révèlent relativement justes avec des chiffres qui donnent le vertige : en 2006, les microprocesseurs Core 2 d'Intel à 64 bits fonctionnent à plus de 3,20 GHz et dépassent les 80 millions de transistors.
En 2006, sa fortune personnelle acquise avec Intel est estimée à 3,7 milliards de dollars, ce qui le classe à la 183e place des plus importantes fortunes personnelles de la planète.
Il est entré en 1996 au musée national d'histoire américaine (NMAH), aux côtés de Seymour Cray, Roland Moreno, Tim Berners-Lee et Robert E. Kahn. En 2002, une équipe d'ornithologues dédient, à lui et à son épouse, une nouvelle espèce d'oiseau découverte au Brésil, la Chevêchette des Moore (Glaucidium mooreorum).
Le 24 mars 2023, il meurt chez lui à Hawaï à l'âge de 94 ans.